# Margriet de Moorová
Margriet de Moorová (nepřechýleně Margriet de Moor, vlastním jménem Margaretha Maria Antonetta Neefjes; * 21. listopadu 1941, Noordwijk, Jižní Holandsko) je nizozemská spisovatelka.

## Život a dílo
Má devět sourozenců, z toho šest sester. Psaní knih se začala věnovati teprve ve věku 45 let.

### České překlady znizozemštiny
Její knihy do češtiny překládá Magda de Bruin-Hüblová.
- Virtuos (orig. 'De virtuoos'). 1. vyd. Příbram: Pistorius & Olšanská, 2013. 141 S. Překlad: Magda de Bruin Hüblová
- Malíř a dívka (orig. 'De schilder en het meisje'). 1. vyd. Příbram: Pistorius & Olšanská, 2011. 228 S. Překlad: Magda de Bruin Hüblová
- Utonulá (orig. 'De Verdronkene'). 1. vyd. Praha ; Litomyšl: Paseka, 2007. 266 S. Překlad: Magda de Bruin-Hüblová
- Kreutzerova sonáta : milostný příběh (orig. 'Kreutzersonate'). 1. vyd. Praha; Litomyšl : Paseka, 2003. 110 S. Překlad: Magda de Bruin-Hüblová
- Šedá, bílá, modrá (orig. 'Eerst grijs, dan wit, dan blauw'). 1. vyd. Praha: Mladá fronta, 2000. 253 S. Překlad: Magda de Bruin-Hüblová

## Zajímavost
- Hovoří plynně německy.[4]